# Peloribates decumanus
Peloribates decumanus är en kvalsterart som först beskrevs av Berlese 1908.  Peloribates decumanus ingår i släktet Peloribates och familjen Haplozetidae. Inga underarter finns listade i Catalogue of Life.